# Руденко Іван
Іва́н Руде́нко (псевдонім — На́йда; 1873 — ?) — український актор-комік і просвітянський діяч у Чернігові.
Організатор аматорських вистав і антрепренер трупи, де 1898 року режисером був Михайло Старицький.